# Ronde van het Münsterland 2013
De 8e editie van de wielerwedstrijd Ronde van het Münsterland werd gehouden op 3 oktober 2013. De wedstrijd maakte deel uit van de UCI Europe Tour 2013. De titelverdediger was de Duitser Marcel Kittel. De Nederlander Jos van Emden won dit jaar.

## Deelnemende ploegen
UCI World Tour-ploegen
- Argos-Shimano
- Omega Pharma-Quick-Step
- Lotto-Belisol
- Belkin Pro Cycling
- Vacansoleil-DCM

Professionele continentale ploegen
- Team NetApp-Endura
- Crelan-Euphony
- Topsport Vlaanderen-Baloise

Continentale ploegen
- Team Differdange
- Duitsland
- Rabobank Development Team
- Leopard-Trek Continental Team
- Cyclingteam Jo Piels
- Quantec-Indeland
- Team NSP-Ghost
- Tirol Cycling Team
- Team Heizomat
- Bergstrasse-Jenatec
- LKT Team Brandenburg
- Team Stölting
- Rad-Net Rose Team
- Abus-Nutrixxion

## Rituitslag
| Plaats | Naam                | Ploeg                       | Tijd     |
| ------ | ------------------- | --------------------------- | -------- |
| 1      | Jos van Emden       | Belkin Pro Cycling          | 4u21'37" |
| 2      | Tom Veelers         | Argos-Shimano               | +6"      |
| 3      | Iljo Keisse         | Omega Pharma-Quick-Step     | +11"     |
| 4      | Michael Van Staeyen | Topsport Vlaanderen-Baloise | +12"     |
| 5      | Dylan van Baarle    | Rabobank Development Team   | z.t.     |
| 6      | Albert Timmer       | Argos-Shimano               | +2'10"   |
| 7      | Rick Zabel          | Rabobank Development Team   | +2'22"   |
| 8      | Moreno Hofland      | Belkin Pro Cycling          | z.t.     |
| 9      | Jan Dieteren        | Team Stölting               | z.t.     |
| 10     | Theo Reinhardt      | Rad-Net Rose Team           | z.t.     |
| 11     | Fabian Wegmann      | Duitsland                   | z.t.     |
| 12     | Jarl Salomein       | Topsport Vlaanderen-Baloise | z.t.     |
| 13     | Sebastian Forke     | Team NSP-Ghost              | z.t.     |
| 14     | Kevin Peeters       | Crelan-Euphony              | z.t.     |
| 15     | Maarten van Trijp   | Rabobank Development Team   | z.t.     |
| 16     | Christoph Schweizer | Duitsland                   | z.t.     |
| 17     | Janis Dakteris      | Team Differdange            | z.t.     |
| 18     | Blaž Jarc           | Team NetApp-Endura          | z.t.     |
| 19     | Stijn Neirynck      | Topsport Vlaanderen-Baloise | z.t.     |
| 20     | Jasper Bovenhuis    | Rabobank Development Team   | z.t.     |

2006 · 2007 · 2008 · 2009 · 2010 · 2011 · 2012 · 2013 · 2014 · 2015 · 2016 · 2017 · 2018 · 2019 · 2020 · 2021 · 2022 · 2023 · 2024
Etappewedstrijden

 Ster van Bessèges · 
 Ronde van de Middellandse Zee · 
 Ruta del Sol · 
 Ronde van de Algarve · 
 Ronde van de Haut-Var · 
 Driedaagse van West-Vlaanderen · 
 Internationale Wielerweek · 
 Internationaal Wegcriterium · 
 Driedaagse van De Panne-Koksijde · 
 Ronde van de Sarthe · 
 Ronde van Trentino · 
 Ronde van Turkije · 
 Ronde van Asturië · 
 Vierdaagse van Duinkerke · 
 Ronde van Azerbeidzjan · 
 Szlakiem Grodòw Piastowskich · 
 Ronde van Castilië en León · 
 Ronde van Picardië · 
 Ronde van Noorwegen · 
 World Ports Classic · 
 Ronde van Beieren · 
 Ronde van België · 
 Tour des Fjords · 
 Ronde van Estland · 
 Ronde van Luxemburg · 
 Boucles de la Mayenne · 
 Ster ZLM Toer · 
 Ronde van Slovenië · 
 Route du Sud · 
 Ronde van Oostenrijk · 
 Sibiu Cycling Tour · 
 Ronde van Wallonië · 
 Ronde van Portugal · 
 Ronde van Denemarken · 
 Ronde van de Ain · 
 Ronde van Burgos · 
 Arctic Race of Norway · 
 Ronde van de Limousin · 
 Ronde van Poitou-Charentes · 
 Wielerweek van Lombardije · 
 Ronde van Groot-Brittannië · 
 Ronde van Gévaudan Languedoc-Roussillon · 
 Eurométropole Tour
Eendaagse wedstrijden

 GP La Marseillaise · 
 Grote Prijs van de Etruskische Kust · 
 Trofeo Palma · 
 Trofeo Ses Salines · 
 Trofeo Serra de Tramuntana · 
 Trofeo Platja de Muro · 
 Trofeo Laigueglia · 
 Ronde van Murcia · 
 Omloop Het Nieuwsblad · 
 Classic Sud Ardèche · 
 GP Lugano · 
 Clásica de Almería · 
 Kuurne-Brussel-Kuurne · 
 La Drôme Classic · 
 Le Samyn · 
 GP Città di Camaiore · 
 Strade Bianche · 
 Roma Maxima · 
 Ronde van Drenthe · 
 Dwars door Drenthe · 
 Nokere Koerse · 
 GP Nobili Rubinetterie · 
 Handzame Classic · 
 Classic Loire-Atlantique · 
 Grote Prijs van Cholet-Pays de Loire · 
 Dwars door Vlaanderen · 
 Route Adélie de Vitré · 
 Volta Limburg Classic · 
 Grote Prijs Miguel Indurain · 
 Ronde van La Rioja · 
 Scheldeprijs · 
 GP Pino Cerami · 
 Klasika Primavera · 
 Parijs-Camembert · 
 Brabantse Pijl · 
 GP Denain · 
 Ronde van de Finistère · 
 Tro Bro Léon · 
 Ronde van Keulen · 
 La Roue Tourangelle · 
 Rund um den Finanzplatz Eschborn-Frankfurt · 
 Ronde van de Somme · 
 ProRace Berlin · 
 Grote Prijs van Plumelec · 
 Boucles de l'Aulne · 
 Ronde van Zeeland Seaports · 
 Trofeo Melinda · 
 GP Kanton Aargau · 
 Ronde van Limburg · 
 Ronde van de Apennijnen · 
 Halle-Ingooigem · 
 Trofeo Matteotti · 
 Prueba Villafranca de Ordizia · 
 GP Industria & Artigianato-Larciano · 
 Ronde van Toscane · 
 Circuito de Getxo · 
 Polynormande · 
 RideLondon Classic · 
 GP Stad Zottegem · 
 Dutch Food Valley Classic · 
 Châteauroux Classic de l'Indre · 
 Druivenkoers Overijse · 
 Ronde van Veneto · 
 Schaal Sels · 
 Memorial Rik Van Steenbergen · 
 Brussels Cycling Classic · 
 GP Fourmies · 
 Ronde van de Doubs · 
 GP Jef Scherens · 
 Coppa Bernocchi · 
 Coppa Agostoni · 
 GP van Wallonië · 
 Ronde van de Drie Valleien · 
 Kampioenschap van Vlaanderen · 
 Memorial Marco Pantani · 
 Grote Prijs Impanis-Van Petegem · 
 GP van Isbergues · 
 GP Industria & Commercio di Prato · 
 Omloop van het Houtland · 
 Duo Normand · 
 Milaan-Turijn · 
 Ronde van Piëmont · 
 Ronde van het Münsterland · 
 Pro Cycling Marathon · 
 Ronde van de Vendée · 
 Memorial Frank Vandenbroucke · 
 Coppa Sabatini · 
 Parijs-Bourges · 
 Ronde van Emilia · 
 GP Beghelli · 
 Parijs-Tours · 
 Nationale Sluitingsprijs · 
 Ronde van Romagna · 
 Chrono des Nations